# Фёдор Кориатович

Памятник Фёдору Кориатовичу в замке Паланок в Мукачево

Фёдор Кориатович (Корятович, Корьятович, Корнятович, ? — 1414) — князь подольский (до 1388—1393), князь новогрудский и гомельский (? — 1360), жупан Берега и Шароша, сын новогрудского князя Кориата Гедиминовича из династии Гедиминовичей.

## Биография
После смерти отца (около 1360 года) Фёдор, имевший владения в Новогрудском княжестве, был вынужден уступить владения своему дяде Кейстуту. В 1360-х — 1370-х годах Фёдор жил в Венгрии, где возможно получил какие-то владения. Там же он женился на Ольге, вероятно дочери Степана Котроманича, бана Боснии. Но в 1388 году он уже упоминается в грамоте вместе с братом Константином.
До 1388 года Фёдор Кориатович стал князем Подолья. Изменение политики после Кревской унии 1385 года заставило его вступить в коалицию с киевским князем Владимиром Ольгердовичем, северским князем Корибутом Ольгердовичем, витебским князем Свидригайло Ольгердовичем и господарем Молдовы Романом I. В это время одним из наиболее активных приверженцев унии выступал князь Борис Кориатович. Витовт сумел разбить союзников поодиночке. Осенью 1393 года молдавско-подольские войска потерпели поражение. Фёдор Кориатович покинул Подолье и с семьей выехал в Венгрию, надеясь с помощью Сигизмунда продолжить борьбу. Подолье было оставлено на воеводу Нестиса, которому на помощь прибыли молдавские и венгерские отряды. Подольские крепости были довольно мощные и князь надеялся, что они выдержат осаду войск Витовта до подхода венгерской армии. Витовт получил Брацлав и Соколец. Жители Каменца ночью пропустили литовцев в город. Воевода Несжал показал Смотрич, Скалу и Черлений городок. Каменец великий князь передал польскому рыцарю и магнату Спытку с Мельштина (Spytko z Melsztyna).
Фёдор Кориатович не помирился с Ягайло, как это сделали другие Гедиминовичи. Свои права на Подолье он передал венгерскому королю, получив взамен жупы Берег и Шарош, а в 1396 году — в пожизненное владение Мукачевскую и Маковицкую доминии. Он выбрал своей резиденцией Мукачево. Здесь он заложил Свято-Николаевский монастырь с библиотекой, который довольно долго был главным культурным центром Закарпатья. Фёдор Кориатович укреплял и развивал хозяйство в своей доминии, поддерживал православие и культуру Руси. Жена князя Ольга выстроила женский монастырь на Сорочинской горе, выше села Подгоряны. Этот монастырь был разрушен в XVI веке.
Фёдор Кориатович умер в 1414 году и был похоронен в соборе облагодетельствованного им мукачевского монастыря. Его жена Ольга умерла в 1416 году. Обе дочери вышли за венгерских магнатов: Мария — за Емериха Марцали, Анна — за палатина Гарая. Живых сыновей у них к тому времени не было и владения отошли назад к королевскому домену.
Возможно, что сыном Федора Кориатовича был Жедевид-Иван Фёдорович, за которого в 1393 году ручался брянский князь Глеб Дмитриевич.

## Брак и дети
Жена: Ольга (ум. 1416), дочь Степана Котроманича, бана Боснии (по одной из версий). Имели детей: 
- (?) Владимир
- (?) Жедевид-Иван (ум. после 1393)
- Мария (ум. после 1416); муж: Эмерих Марцали
- Анна (ум. после 1416); муж: Гарай, палатин